# Lluís de Salvador i Andrés
Lluís de Salvador i Andrés (1893 - 1975) va ser periodista i director dels diaris Tarragona i Diari de Tarragona.
Els seus escrits es poden llegir a nombroses publicacions periòdiques tarragonines anteriors a 1939 com a la revista Ideal científico literario (1911), a El Temps, gaseta hebdomària (1929), a la Revista estudiantil (1931) o el diari antifeixista Llibertat (1936-1938) o el 19 de juliol (1938).
Salvador, en qualitat de cronista, va redactar una memòria detallada dels bombardejos franquistes que va patir la ciutat i una crònica de la vida ciutadana durant el conflicte bèl·lic. Es va emportar els documents quan es va haver d'exiliar a França. Durant la Segona Guerra Mundial, per por als alemanys i a les possibles represàlies, va enterrar els papers però una revinguda del riu Garona va inundar els terrenys i van quedar malmesos. L'any 1994 el seu fill, Ramon de Salvador, va fer donació de la documentació a la biblioteca municipal. La transcripció d'aquests documents ha permès la publicació de dos llibres: Tarragona sota les bombes. Crònica d'una societat en guerra (1936-1939) i Quan la mort venia del cel. Memòria dels bombardejos sobre Tarragona (1937-1939).